# Svein Kvia
Svein Kvia (27. september 1947 - 2. februar 2005) var en norsk fodboldspiller (midtbane) og -træner.
Kvia tilbragte hele sin karriere, 1965 til 1980, hos Viking FK i fødebyen Stavanger, og var med til at vinde hele fem norske mesterskaber med klubben. Efter sit karrierestop var han også af flere omgange træner for klubben.
For Norges landshold spillede Kvia desuden i perioden 1969-1976 38 kampe og scorede tre mål.

## Titler
Eliteserien
- 1972, 1973, 1974, 1975 og 1979 med Viking FK

Norsk pokal
- 1979 med Viking FK